# Парень с нашего кладбища
«Па́рень с на́шего кла́дбища» — российский комедийный мистический триллер режиссёров-дебютантов Ильи и Антона Чижиковых, снятый по сценарию Владимира Серышева.
Изначально фильм, снимавшийся под рабочим названием «Без выходных», задумывался как мрачный триллер с элементом драмы, но в итоге было решено сделать его смесью комедии и хоррора.
Вышел на экраны 3 сентября 2015 года.
Премьера фильма состоялась 14 июня 2015 года в рамках конкурсной программы 26-го открытого российского кинофестиваля «Кинотавр».

## Сюжет
25-летний парень-провинциал Коля, недавно отслуживший в армии, приезжает в Москву на заработки. Его родственник, дядя Вася (Василий Иванович) устраивает его работать сторожем на кладбище на окраине города. Однако кладбище оказывается не простым, и не только потому, что на нём похоронено множество новых русских и «братков» 90-х.
Коля поселяется в дом-сторожку возле кладбища, наводит там порядок, делает ремонт и вешает на стену вместо картинки красивой женщины фото своего отца, который погиб на службе при исполнении и которого он никогда не забывает. Также он заметил следы происшествия после первого охранника, который работал до него — однажды он в шутку разбил варёное яйцо об лоб (на фотографии) одного из братков по кличке «Гвоздь», за что его тут же начали преследовать призраки, после чего он сбежал с кладбища.
Коля просит дядю Васю дать ему пистолет в целях самообороны. Василий Иванович рассказывает, что отец Коли любил «помахать пистолетом» и это не привело ни к чему хорошему. Тогда Коля просит выдать ему хотя бы дубинку, и вместе они идут в гараж сторожки, где находят вещи сбежавшего охранника.
Коля делает себе дубинку из деревянного бруска и гвоздей, после чего замечает местного алкоголика, выпивающего рюмки с могил. Несмотря на явное нарушение дисциплины, парень позволяет ему остаться на полчаса. Потом приходит женщина, которая представляется женой нарушителя, и Коля пускает её. Пришедший алкоголик на это отвечает, что его жена умерла три года назад и он каждый раз её навещает, приходя к ней на могилу, а та женщина, скорее всего, пошла воровать цветы на продажу.
Коля находит лоток «цветочницы», отбирает у неё краденые цветы и приносит их на могилу авторитета Константина Сергеевича Ярцева. Тут же появляется его брат-близнец Дмитрий Сергеевич, который разрешает Коле положить цветы, хотя Коля никогда не знал этих братьев. Вдруг к кладбищу подъезжает на скутере местный авторитет по кличке «Жлоб» — сын воровки — и угрожает Коле ломом за то, что тот «наехал» на его мать, попутно намекнув, что это «его район» и «он тут хозяин». Коля нокаутирует его самодельной дубиной по шлему. Тут появляется Ярцев, который начинает унижать Жлоба и наказывает ему принести цветы на могилу каждого «братка», а Коле даёт деньги.
По ночам Коля встречает девушку Иру, которой приходится ходить домой через кладбище, и провожает её. Потом он случайно видит мальчика в чёрном костюме и белой маске, который пытается вызвать пиковую даму, но у него ничего не получается и он из-за этого плачет. Коля провожает и его домой. Вдруг Коля замечает человека в чёрном костюме, но тот убегает от него. Коля пытается его запечатлеть на фото, но тот сразу убегает от вспышки. Вскоре приходят два следователя, которые заявили Коле, что этот человек в чёрном костюме — маньяк, живущий в склепе. Вместе они идут к этому склепу, двое даже зарядили свои пистолеты Макарова (модернизированные, 12 патронов в обойме), но никого не находят, только керосинку.
На следующий день приезжает съёмочная группа, снимающая репортаж об ужасах на кладбище и берёт интервью у Коли, но тот не знает, что им ответить и вскоре прогоняет назойливого репортёра дубиной. Потом к сторожке приходит пожилой мужчина, отец полицейского Саши, который геройски погиб вместе со своим товарищем при исполнении. Не имея достаточного количества денег, старик хочет сам поставить полноценный памятник сыну, но Коля опасается, что его за это могут уволить. После недолгого препирательства парень всё же жалеет мужчину и впускает на кладбище, однако в этот момент приезжает Василий Иванович со своими друзьями и сразу узнаёт незваного посетителя. Коля, дабы защитить старика, говорит, что он якобы приехал вместе с журналистом и тот грозился снять документальный фильм о его беде. Испугавшись возможного скандала, дядя Вася сменяет гнев на милость.
В этот момент к сторожке приходит Жлоб, который вместе с Галей, помощницей цветочницы, приносит цветы по приказу Ярцева. Василий Иванович сообщает, что сам Дмитрий Ярцев по случайному совпадению вчера же и погиб в автокатастрофе. Перед уходом Жлоб угрожает Коле расправой, и той же ночью сдерживает обещание, прикатив со своими друзьями к сторожке на светящихся скутерах. Они начинают бросать бутылки с коктейлем Молотова, но Коля не теряется и в ответ забрасывает их покрышками. Друзья Жлоба пускаются в бегство; сам Жлоб проникает на кладбище с другой стороны, однако попадается в лапы маньяку. Коля бежит спасать его, но находит его напуганным в пустой могиле, в которую он случайно упал, посмотрев на изображение Ярцева.
Утром Жлоба с переломом ноги забирает скорая помощь. В тот же день приходит участковый милиции и заявляет Коле, что керосинка, которую следователи нашли в склепе, стоит там уже давно — её забыл один из посетителей. Далее проходят похороны Дмитрия Ярцева. Там присутствует и дядя Вася; ему предлагают выпить за Ярцева. Василий Иванович отнекивается, ссылаясь на то, что он за рулём и ему нельзя пить, но в итоге всё-таки напивается по просьбе гостей.
Неожиданно приходит бывший охранник и рассказывает причину своего побега. Ночью маньяк похищает пришедшую Иру, но Коля опрокидывает на маньяка шкаф и поджигает его. Тому удаётся выбежать, но тут же появляются следователи, которые расстреливают его. Маньяком оказывается человек, поразительно похожий на братьев Ярцевых. От прибывших следователей Коля узнаёт, что Ира является лейтенантом милиции.
Утром по случайности сгорает деревянная часть дома Коли; тот пытается потушить его, но безуспешно — от сторожки остаётся только каменная половина. В тот же день приходит отец Саши и показывает Коле фотографию его сына с другом; в парнях Коля неожиданно узнаёт тех двух следователей, что приходят к нему ночью. Пьяный дядя Вася тем временем поёт в караоке песню «How Much Is the Fish?» группы Scooter, позже он переключает программу на передачу о мистике с ведущим-репортёром, где показывают тот самый неудачный репортаж с участием Коли. Василий Иванович злится на племянника и догоняет его на автомобиле, пытаясь задавить, но машина врезается в дерево. Дядя Вася на время становится призраком и бросает в Колю могильную плиту, но её останавливают другие призраки, в числе которых братья Ярцевы (Константин притворялся маньяком, чтобы проверить Колю), мальчик в маске, Саша с напарником и Ира, когда-то тоже погибшая на службе при исполнении. В этот момент Коле удаётся оживить дядю искусственным дыханием, и призрак дяди Васи исчезает.
Прошло время. На деньги, полученные от призраков, Коля наводит на кладбище порядок. Далее он сидит у могилы Иры, как вдруг подходит Галя и возвращает последние цветы. Коля решает ей помочь с тачкой. За кадром голос Коли сообщает бабушке, что подружился с Галей и что дядя Вася изменился в хорошую сторону — в общем, всё хорошо. Сам же Коля становится начальником кладбища.
В конце, перед финальными титрами, Коля (уже с усами) видит у могил танцующих призраков — он бежит к ним и неожиданно начинает танцевать вместе с ними под зажигательную композицию.

## В ролях
| Актёр              | Роль                                                                |
| ------------------ | ------------------------------------------------------------------- |
| Александр Паль     | Коля провинциал, кладбищенский сторож, племянник Василия Ивановича  |
| Александр Ильин    | Василий Иванович («дядя Вася») дядя и начальник Коли                |
| Кристина Казинская | Ира Скворцова лейтенант милиции (погибшая при исполнении)           |
| Евгений Волоцкий   | Александр Русов-младший русый следователь (погибший при исполнении) |
| Нодар Джанелидзе   | смуглый следователь друг Александра (погибший при исполнении)       |
| Дмитрий Глазачёв   | вдовец-алкоголик                                                    |
| Игорь Жижикин      | Константин и Дмитрий Ярцевы братья, криминальные авторитеты         |
| Владимир Сычёв     | «Жлоб» криминальный авторитет, брат Гали                            |
| Елена Ветрова      | цветочница продавщица краденых цветов с могил, мать «Жлоба»         |
| Полина Шашуро      | Галя дочь и помощница цветочницы, сестра «Жлоба»                    |
| Игорь Кулачко      | водитель Дмитрия Ярцева                                             |
| Сергей Мезенцев    | репортёр ведущий мистической передачи                               |
| Александр Карпов   | Александр Русов-старший пожилой отец следователя                    |
| Алексей Дмитриев   | врач скорой помощи                                                  |
| Юрий Тарасов       | участковый милиции                                                  |
| Вадим Ракитин      | сбежавший сторож                                                    |

## Съёмочная группа
- Режиссёры-постановщики — Илья Чижиков, Антон Чижиков
- Продюсер — Сергей Сельянов
- Автор сценария — Владимир Серышев
- Оператор-постановщик — Алексей Шубаков
- Композитор — Михаил Чертищев
- Художник-постановщик — Надежда Шаховская
- Художник по костюмам — Виктория Хлебникова
- Художник по гриму — Евгения Сударикова
- Художник-раскадровщик — Наталья Миронова
- Монтаж — Андрей Компаниец
- Хореограф — Олег Глушков
- Монтаж на площадке — Игорь Черняев
- Художники-декораторы — Евгений Кравчиня, Олег Ухватов
- Редактор — Александр Архипов
- Второй режиссёр — Наталья Савченко
- Кастинг-директор — Евгения Пухальская
- Ассистент режиссёра по реквизиту — Андрей Калинин
- Звукорежиссёр — Сергей Синявский
- Пиротехники — Алексей Ермаков, Татьяна Чёрнова, Андрей Клеймёнов
- Постановщики трюков — Валерий Деркач, Алексей Потапов и Станислав Кисилевский
- Линейный продюсер — Павел Попов
- Директор картины — Владимир Бухарев
- Исполнительный продюсер — Андрей Рыданов

## Съёмки
Съёмки фильма начались 22 августа 2014 года в Ярославской области. Кладбище в фильме не настоящее, а специально построенное для съёмок. Его возвели не только из-за этических соображений, но и из-за технических моментов съёмок.
Изначально братья Чижиковы хотели утвердить Александра Паля, у которого на тот момент сложилось «фирменное» амплуа антигероя, на эпизодическую роль представителя местной шпаны. Но уже после первых проб было решено сделать Александра главным героем.

## Премьера на ТВ
Премьера фильма состоялась 14 декабря 2016 года, в 21:00 на телеканале «СТС».

## Критика
Нина Цыркун, оценивая фильм, вошедший в программу 37-го ММКФ, заметила, что он получился и комедийный, и ироничный.
Кинокритик Солнцева написала, что фильм «довольно ловко лавирует между ужастиком и комедией, пугая и иронизируя, не злоупотребляя сложными построениями, эффектно выруливает на вполне знакомую дорогу бандитского кино».
А. Литовченко из «Российской газеты» напротив заключил, что «выйти за пределы магического круга, начертанного сериалами про ментов и копеечными „мистическими“ шоу для домохозяек, братьям Чижиковым оказалось не под силу».
Режиссёр фильма Илья Чижиков в пресс-службе информационного агентства «ТАСС» официально заявил:
«Изначально сценарий был больше триллером, чем иронией. Мы осознанно двигались в разные стороны. Надо, чтобы это был комедийный триллер, была ирония. Нам было очевидно, что нужно работать на гранях, на смешении жанров. Это сложная задача, потому что если бы мы скатились в одну сторону, ничего бы не получилось».
Исполнитель главной роли Александр Паль в программе «Индустрия кино» заявил:
«Изначально, это не была вообще комедия, это был больше триллер с элементами драмы. После того, как я попробовался на эту роль, через недели две мне сообщили, что они хотят изменить в комедийную сторону фильм. Я не знаю, с чем это связано, со мной или вообще с тенденцией комедий на нашем рынке».
Продюсер фильма Сергей Сельянов рассказал о фильме:
«Надо, конечно, рисковать, кино же не будет развиваться без новых молодых имён. А это и наши режиссёры, это и сценарист, это и Саша Паль, который уже ого-го, но всё равно молодой. И без новых жанров, конечно, без того, чтобы ещё что-то попробовать. А потом комедия - это всегда прекрасно, по-моему. Ну, она и не чёрная, там ничего чёрного на самом деле нет. У нас просто действие происходит на кладбище, ну, призраки там есть».
Илья и Антон Чижиковы рассказали:
«У нас не было опасений, что мы перейдём какие-то границы, поскольку в фильме создана довольна большая мера условностей. Всё-таки это по большей части сказка, а в сказке герой часто отправляется в потусторонний мир, к Аиду, и выходит как бы с призом. То есть с этим проблем никаких нет. Снимать подобный фильм на «серьёзке» - вот это была бы заявка. Если бы было настоящее кладбище, настоящий маньяк, кровь, мясо, грязь и слёзы, то это было бы другое кино».
Фильм назвали «современным прочтением истории Иванушки-дурачка, которому, чтобы заработать червонец и найти красну девицу, пришлось познакомиться с самим чёртом».